# Кумало, Бонгани
Бонга́ни Санди́ле Кума́ло (зулу Bongani Sandile Khumalo; 6 января 1987, Манзини, Свазиленд) — южноафриканский футболист, игравший на позиции защитника. Выступал в сборной ЮАР.

## Карьера

### Клубная
В 2005 году из юношеской команды клуба «Аркадия Шепердс» перешёл в клуб «Университет Претории», в котором играл 2 года. С 2007 года играл в клубе «Суперспорт Юнайтед». 26 октября 2010 года было официально объявлено о том, что после успешного просмотра Кумало стал игроком английского «Тоттенхэм Хотспур». При условии успешного получения разрешения на работу Кумало присоединится к новому клубу в январе 2011 года, когда в Европе откроется зимнее трансферное окно.

### В сборной
В составе сборной ЮАР принимал участие в Кубке конфедераций 2009 и чемпионате мира 2010.

## Достижения
- Чемпион ЮАР (3): 2008, 2009, 2010

## Личная жизнь
Родился в Свазиленде, в возрасте 2-х лет вместе с родителями переехал в Преторию, ЮАР.